# Joan Gascó
Pour les articles homonymes, voir Gasco.
Joan Gascó, en espagnol Juan Gascó est un peintre espagnol du XVIe siècle, né à Tafalla (Navarre) avant 1480 et mort à Vic (Catalogne) en 1529.

## Biographie
D'origine navarraise, il s'installe à Vic au tout début du XVIe siècle. Des comparaisons stylistiques ont permis de le rapprocher de Pedro Díaz de Oviedo, actif à la même époque à Tudela, où il a donc peut-être également séjourné.
Il réalise plusieurs retables, dont ceux des églises Saint-Jean de Fàbregues (1503), Saint-Jean del Galí (1507), Sainte-Julie de Vilamirosa (1508) et Saint-Romain de Sau (1509). Son style est de plus en plus marqué par la Renaissance : retable de Saint-Pierre de Vilamajor, panneau de retable représentant sainte Barbe (1516), calvaire de Pruit (1521), porte de l'armoire du trésor de la cathédrale de Vic, retable de saint Barthélémy de l'hôpital de pèlerins de Vic (1525). On lui attribue également les prophètes du retable de saint Étienne protomartyr de Granollers, actuellement conservé au Musée national d'art de Catalogne (MNAC), et une Sainte Face conservée au musée épiscopal de Vic, qui montre l'influence exercée sur Joan Gascó par Bartolomé Bermejo. 
Prédelle du retable de Sainte-Lucie, Sainte-Ursule, Sainte-Christine, Sainte-Hélène et Sainte-Marguerite, conservée au musée du monastère de Sant Joan de les Abadesses
Son fils Pere Gascó (entre 1502 et 1505 - 1546) a terminé certaines de ses œuvres et repris son atelier à sa mort.